# Madeleine Sims-Fewer
Madeleine Sims-Fewer és una cineasta i actriu independent britànica-canadenca.

## Vida personal
Sims-Fewer va néixer a Kawartha Lakes, Ontario, Canadà. La seva família es va traslladar a Bath, Anglaterra quan ella tenia dos anys. Sims-Fewer va estudiar cinema a la York University a Toronto. Va tornar a Anglaterra per estudiar interpretació al Drama Center London.

## Carrera

### Papers d'actriu
Després de diversos curts, Sims-Fewer va fer el seu debut al llargmetratge a Operation Avalanche el 2016.

### Col·laboracions de Mancinelli i Sims-Fewer
El 2015, Sims-Fewer va conèixer Dusty Mancinelli al TIFF Talent Lab de 2015. Des del 2017, la parella ha codirigit diversos curtmetratges a la seva empresa conjunta DM Films. Les seves pel·lícules s'han projectat al TIFF, al BFI London Film Festival, al Festival Internacional de Cinema de Vancouver, al Festival Internacional de Cinema de Moscou i al Slamdance Film Festival, entre d'altres. La seva primera col·laboració, Slap Happy, sobre una relació tempestuosa, va ser una selecció oficial al BFI London Film Festival, Vancouver i Slamdance. El crític Ben Robins el va nomenar un dels millors curts. pel·lícules al Festival BFI, descrivint-lo com "com un Blue Valentine una mica menys retocat, amb un sentit de l'humor molt més retorçat". La seva segona col·laboració va ser Woman in Stall, un "thriller claustrofòbic" sobre una trobada en un bany públic entre un home i una dona atrapats en un cubicle. Va guanyar el Gran Premi del Jurat de Curtmetratges al Festival Slamdance. Chubby, la seva tercera col·laboració, es va mostrar al Festival de Cinema de Telluride 2019. Un estudi sobre l'experiència d'un nen de 10 anys amb abús sexual, es va descriure com a "esfereidor" i "es quedaria amb tu molt després que acabin els seus crèdits".

#### Violation
Un teaser del seu primer llargmetratge Violation es va mostrar al Cannes Marché du Film Online el juny de 2020. Violation, que es descriu com a "decididament fosca, potencialment perillosa i probablement trastornada" i "bolca el gènere de la venjança al capdavant", va ser seleccionada per a la iniciativa del festival de gènere "Fantastic 7" per destacar pel·lícules de gènere en set festivals internacionals de cinema. Violation es va estrenar al Festival Internacional de Cinema de Toronto del 2020 al programa "Midnight Madness". El crític Mike Crisolago l'ha nomenat una de les 30 pel·lícules que ja està "emocionat de veure". El crític de Now Toronto Norman Wilner la va anomenar "un gran augment de la seva combinació característica de ràbia i intensitat". The Guardian la va anomenar "un debut brutal i brillant". Segons el ressenyador de Variety  Tomris Laffley, "Malgrat algunes opcions difícils de fer, Madeleine Sims-Fewer i Dusty Mancinelli ofereixen un profund impacte amb la seva pel·lícula de debut." Violation va ser una elecció de la crítica del NY Times, i la crítica Lena Wilson va escriure: "Sims-Fewer és el més destacat, una amenaça quàdruple la intrepidesa de la qual fa que un protagonista passi d'una ximpleria d'ulls de daina a una dona al marge. Ella està en el seu millor oposat a Maguire, la seva dinàmica de germanes que oscil·la constantment entre la devoció i la competència.'
Sims-Fewer va guanyar dos Premis del Cercle de Crítics de Cinema de Vancouver a la millor actriu i a la millor pel·lícula. També va rebre dues nominacions al Canadian Screen Award als 9ns Canadian Screen Awards el 2021, a la millor actriu i al Premi John Dunning a la millor primera pel·lícula.

## Filmografia
| Pel·lícula/Sèrie               | Any  | Actor         | Director | Guionista | Notes                                      |
| ------------------------------ | ---- | ------------- | -------- | --------- | ------------------------------------------ |
| The Adventures of Ratman       | 2007 | Ellen         |          |           | curt                                       |
| Souvenirs from Asia            | 2007 | Art Student   |          |           | curt                                       |
| A Stir in the Forest           | 2008 | Miss Simmons  | ✓        | ✓         | curt                                       |
| Fix Me                         | 2011 | Claire        |          | ✓         | curt                                       |
| Blood In                       | 2012 | Nikki         |          | ✓         | curt                                       |
| Jess & Maria                   | 2012 | Maria         |          | ✓         | curt                                       |
| Rip-Off                        | 2012 | Madeleine     |          | ✓         | curt; coguionista                          |
| Inked                          | 2013 |               |          | ✓         | curt; història                             |
| Red Reflections                | 2014 | Amelia        |          |           | curt                                       |
| The Storm at Yellow Creek Farm | 2014 | Ada           |          | ✓         | curt                                       |
| The Substitute                 | 2015 | Miss Byrd     |          | ✓         | curt                                       |
| Foxes                          | 2016 | Receptionist  |          |           | curt                                       |
| Operation Avalanche            | 2016 | Madeleine     |          |           | llargmetratge                              |
| Emma                           | 2016 | Dermatòleg    |          |           | curt                                       |
| Off-piste                      | 2017 | Bernadette    |          |           | llargmetratge                              |
| The Expanse                    | 2017 | Refugee woman |          |           | episodi de sèrie                           |
| Cut                            | 2017 |               |          | ✓         | curt; coguionista                          |
| Slap Happy                     | 2017 | Joanna        | ✓        |           | curt                                       |
| Rape Card                      | 2018 | Frances       | ✓        | ✓         | curt                                       |
| Woman In Stall                 | 2018 | (sense nom)   | ✓        |           | curt                                       |
| The Roots of Men               | 2018 | Dee           |          |           | curt                                       |
| Chubby                         | 2019 |               | ✓        | ✓         | curt                                       |
| Violation                      | 2020 | Miriam        | ✓        | ✓         | feature                                    |
| Honey Bunch                    | 2025 |               | ✓        | ✓         | Llargmetartge; BIFF Berlinale Special 2025 |